# Death's Game
Trò chơi tử thần (tiếng Hàn: 이제, 곧 죽습니다, Tiếng Anh: Death's Game) là một bộ phim truyền hình dài tập trên web của Hàn Quốc do Ha Byung-hoon viết kịch bản và đạo diễn, với sự tham gia diễn xuất của Seo In-guk và Park So-dam. Bộ phim được dựa trên webtoon cùng tên của Lee Won-sik và Ggulchan được đăng nhiều kỳ trên Naver vào năm 2019. Đây là bộ phim truyền hình gốc của TVING và có sẵn để phát trực tuyến trên nền tảng của nó và trên Amazon Prime Video ở một số khu vực được chọn ngoại trừ Hàn Quốc và Trung Quốc.
Bộ phim được chia thành hai phần: Phần 1 phát hành vào ngày 15 tháng 12 năm 2023 và Phần 2 phát hành vào ngày 5 tháng 1 năm 2024, lúc 12:00 (KST).

## Tóm tắt
Bộ phim kể về Choi Yi-jae (Seo In-guk), người đang trên bờ vực rơi vào địa ngục, trải qua cái chết và tái sinh 12 lần do sự phán xét của Tử thần (Park So-dam).

## Diễn viên

### Diễn viên chính
- Seo In-guk trong vai Choi Yi-jae: một người đàn ông mất ý chí sống sau khi liên tục không tìm được việc làm trong bảy năm.[9]
- Park So-dam trong vai Thần chết: một sinh vật bí ẩn đã kết án Yi-jae 12 vòng tử thần và tái sinh trước khi rơi xuống địa ngục.[9]

#### Sự tái sinh của Yi-jae
- Choi Si-won vai Park Jin-tae: 33 tuổi, con trai thứ 2 và là người kế thừa Tập đoàn Taekang.[10]
- Sung Hoon vai Song Jae-seop: một vận động viên thể thao mạo hiểm 38 tuổi.[11]
- Kim Kang-hoon trong vai Kwon Hyeok-su: một học sinh trung học 17 tuổi là mục tiêu của những kẻ bắt nạt ở trường.[12]
- Jang Seung-jo trong vai Lee Ju-hun: một người sửa chữa tổ chức bí mật 35 tuổi, người có thể giải quyết mọi yêu cầu của khách hàng.[11]
- Lee Jae-wook trong vai Cho Tae-sang: một võ sĩ võ thuật tổng hợp đầy tham vọng 21 tuổi đã từ bỏ ước mơ của mình vì hoàn cảnh gia đình và bị cầm tù vì lý do nào đó.[13]
- Lee Do-hyun trong vai Jang Geon-u: một người mẫu đẹp trai 24 tuổi và rất quyến rũ, luôn thu hút sự chú ý của mọi người ở bất cứ nơi nào anh ấy đi qua.[14]
- Kim Jae-wook trong vai Jeong Gyu-cheol: một họa sĩ bí ẩn 34 tuổi sinh ra trong một gia đình bình thường.[15]
- Oh Jung-se trong vai An Ji-hyeong: một thám tử 42 tuổi muốn trở thành một cảnh sát giỏi như cha mình.[16]
- Kim Won-hae vai người đàn ông vô gia cư.[17]
- Kim Mi-kyung vai mẹ của Yi-jae[18]

### Diễn viên phụ
- Kim Ji-hoon vai Park Tae-woo: con trai đầu và CEO của Tập đoàn Taekang.[19]
- Go Youn-jung trong vai Lee Ji-su: một tiểu thuyết gia có mối quan hệ với Yi-jae từ khi họ còn là sinh viên đại học.[20]
- Yoo In-soo vai Lee Jin-sang: Bạn cùng lớp của Hyeok-su và là kẻ bắt nạt ở trường.[21]
- Nam Kyung-eup vai Park Jin-seop: Cha của Tae-woo và Jin-tae, đồng thời là người sáng lập Tập đoàn Taekang.[22]
- Kim Beop-rae vai trùm tổ chức bí mật của Ju-hun[23]
- Choi Woo-jin trong vai Woo Ji-hun: một thám tử giết người và là đàn em của Ji-hyung.[24]
- Oh Ji-yul vai Woo Seul-gi: Con gái của Ji-hun.[25]
- Lim Ji-gyu trong vai Trưởng phòng Kim: Cánh tay phải của Park Tae-woo.[26]

### Khác
- Kim Geon-ho vai nhân viên văn phòng[5] / Lần tái sinh thứ 11 của Yi-jae[27]
- Park Yong vai tổng giám đốc[5]
- Kim Ha-eon vai young Jin-tae[5]
- Jung Min-joon vai young Tae-u[5]
- Jeon Seung-hoon vai Na Tae-seok[28]
- Seo In-geol vai Kim Seong-hyeop[28]
- Seo Woo-hyeok vai Han Jun-sang[28]
- Bae Gang-hee vai Kim Eun-jae[28]
- Jung Dong-geun vai người sửa chữa[28]

### Sự xuất hiện đặc biệt
- Kim Sung-cheol vai Kim Hyeon-su[29] (Tập 1)
- Ryeoun vai PD trẻ nhất[29] (Tập 1)

## Các tập
| Phần | Phần | Số tập | Số tập | Phát hành gốc        | Phát hành gốc        |
| ---- | ---- | ------ | ------ | -------------------- | -------------------- |
|      | 1    | 4      | 4      | 15 tháng 12 năm 2023 | 15 tháng 12 năm 2023 |
|      | 2    | 4      | 4      | 5 tháng 1 năm 2024   | 5 tháng 1 năm 2024   |

| Phần 1 | |                      |
| 1 | "Cái chết (Death)" Chuyển ngữ: "Jugeum" (tiếng Hàn Quốc: 죽음) | 15 tháng 12 năm 2023 |
| Choi Yi-jae đang trên đường đến buổi phỏng vấn cuối cùng tại Tập đoàn Taekang trước khi tốt nghiệp, nhưng cuộc đời anh thay đổi sau khi một người đàn ông chết trước mặt anh. Sau bảy năm chật vật tìm việc, Yi-jae cuối cùng quyết định tự kết liễu đời mình và nhảy từ một tòa nhà xuống. Anh tỉnh dậy trong cơ thể của một ai đó, ngồi trên một chiếc máy bay sang trọng và gặp một sinh vật bí ẩn tên là "Cái chết". Cảm thấy bị xúc phạm bởi ý chí cuối cùng của Yi-jae, Tử thần trừng phạt anh ta phải chết 12 lần, và linh hồn của anh ta sẽ chiếm giữ cơ thể của 12 cá nhân đối mặt với cái chết sắp xảy ra. Nếu ngăn chặn được cái chết của cơ thể mà anh ta nhập vào, anh ta có thể sống chung với nó đến hết cuộc đời. Yi-jae từ chối sống lại, sau đó một quả cầu lơ lửng xuất hiện và nó chuyển ký ức cũng như khả năng của chủ nhân ban đầu của cơ thể cho anh. Yi-jae quyết định sống lại sau khi xem ký ức của Park Jin-tae, người thừa kế chaebol của Tập đoàn Taekang. Tuy nhiên, Jin-tae đã chết ngay sau khi máy bay phát nổ. Yi-jae sau đó nhập vào cơ thể của Song Jae-seop, người đã tham gia thử thách hạ cánh an toàn mà không cần dù với phần thưởng trị giá 300 tỷ won. Tuy nhiên, anh ta đã chết ngay khi chạm đất.                                      | |                      |
| 2 | "Lý do bạn xuống địa ngục (The Reason You're Going to Hell)" Chuyển ngữ: "Jiuk-e ganeun i-yu" (tiếng Hàn Quốc: 지옥에 가는 이유) | 15 tháng 12 năm 2023 |
| Tội lỗi của Yi-jae lớn đến mức khiến Chúa nổi giận và anh phải tìm ra tội lỗi đó là gì. Nhưng nếu anh ta không tìm ra điều đó, anh ta sẽ xuống địa ngục, ngay cả khi sống sót sau những cái chết còn lại. Anh nhập vào cơ thể của Kwon Hyeok-su, một học sinh trung học đang bị Lee Jin-sang bắt nạt không ngừng. Khi tìm cách sống sót, anh trở về nhà Hyeok-su và chợt nhớ đến mẹ mình. Anh ấy nhìn lại quá khứ của mình và chỉ muốn có một công việc, kết hôn và lập gia đình như bao người khác. Kế hoạch của anh ta là biến Jin-sang thành kẻ bị ruồng bỏ đã thành công, và khi mọi thứ diễn ra suôn sẻ, Jin-sang, người vô cùng nhục nhã trước sự thất bại của anh ta, đã tấn công và liên tục dùng gạch đập vào đầu Hyeok-su cho đến khi anh ta chết, và Yi Jae không thể sống sót lần thứ ba. Sau đó, anh ta nhập vào cơ thể của Lee Ju-hun, người bị bắt sau khi ăn trộm tiền của ông chủ nhưng trốn thoát bằng xe máy. Tổ chức đang săn lùng Ju-hun. | |                      |
| 3 | "Cái chết không thể lấy đi bất cứ điều gì. (Death Can't Take Anything Away.)" Chuyển ngữ: "Jugeum-eun amugeotdo gajyeogaji mothanda." (tiếng Hàn Quốc: 죽음은 아무것도 가져가지 못한다.)                                                                          | 15 tháng 12 năm 2023 |
| Bây giờ với tư cách là Ju-hun, Yi-jae cố gắng sống sót và thoát khỏi cuộc truy lùng, và anh gặp người yêu của mình, lên kế hoạch bỏ trốn cùng cô với số tiền. Tuy nhiên, người tình đã phản bội và bắn vào đầu anh, Yi-jae lần thứ tư không thể thoát chết. Yi-jae được tái sinh thành Cho Tae-sang, một cựu võ sĩ tổng hợp bị bỏ tù vì một vụ tai nạn giao thông chết người, nhưng trên thực tế, Tae-sang không phải là thủ phạm thực sự mà anh chỉ chấp nhận lời đề nghị của luật sư để nhận tội. đổ lỗi cho người khác để đổi lấy tiền. Thật trùng hợp, một trong những bạn cùng phòng của Tae-sang lại là Lee Jin-sang, người bị kết tội giết Hyeok-su. Tae-sang tiếp tục trả thù thành công Jin-sang. Tuy nhiên, khi Tae-sang đe dọa luật sư của mình rằng anh ta sẽ phơi bày sự thật, các tù nhân được trả tiền để cố gắng giết Tae-sang, nhưng anh ta đã sống sót và được thả 4 ngày sau khi Yi-jae nhập vào cơ thể anh ta. Tuy nhiên, sau khi được thả, Tae-sang đã bị bạn tù giết chết, người cũng được bí mật trả tiền để giết anh, khiến Yi-jae thất bại lần thứ năm trong việc trốn tránh cái chết. Ở kiếp thứ sáu, Yi-jae thức dậy như một đứa bé năm tháng tuổi. | |                      |
| 4 | "Lý do bạn sợ chết (The Reason You're Afraid of Death)" Chuyển ngữ: "Jugeum-i duryeo-un i-yu" (tiếng Hàn Quốc: 죽음이 두려운 이유) | 15 tháng 12 năm 2023 |
| Đứa bé đã bị cha mẹ sát hại, người đã bỏ rơi và ngược đãi cậu. Cuộc sống thứ bảy của Yi-jae ngay lập tức bắt đầu và nhập vào cơ thể của người mẫu nổi tiếng và đẹp trai tên là Jang Geon-u. Sau đó anh ta lấy lại số tiền tham ô mà Ju-hun đã đánh cắp từ ông chủ của mình. Tại quán cà phê, Yi-jae gặp lại mối tình đầu của mình, Lee Ji-su, người trở thành tiểu thuyết gia và xuất bản một cuốn tiểu thuyết đoạt giải thưởng dựa trên mối quan hệ lãng mạn của họ, mặc dù họ đã chia tay. Anh nhận ra rằng Ji-su vẫn yêu anh và hối hận về cuộc chia tay cũng như quyết định tự tử, khi thấy mẹ anh và Ji-su đang đau buồn trước cái chết của anh. Yi-jae cuối cùng đã nói cho Ji-su biết danh tính thực sự của anh ấy và những câu chuyện về sự tái sinh và cái chết của anh ấy là có thật, và ngay khi Yi-jae định tiếp tục nói cho Ji-su biết sự thật, một chiếc ô tô đã lao tới và giết chết Ji-su, và khiến Geon-u bị thương nặng. Người lái xe hóa ra là anh trai của Jin-tae và Giám đốc điều hành Tập đoàn Taekang Park Tae-u, người có mối liên hệ với anh ta và bốn cơ thể mà anh ta bước vào. Sau khi Tae-u giết anh ta, Yi-jae tỉnh dậy trong luyện ngục và thề sẽ trả thù Tae-u. Anh ta đối mặt với Tử thần và chĩa súng vào trán nó trước khi nghe thấy tiếng súng. | |                      |
| Phần 2 | |                      |
| 5 | "Không thể thoát ra và chiến đấu chống lại cái chết. (It Is Impossible to Break Free and Fight against Death.)" Chuyển ngữ: "Jugeum-ui teur-eul kkaego ju-geumgwa ssa-uneun geon bulganeunghada." (tiếng Hàn Quốc: 죽음의 틀을 깨고 죽음과 싸우는 건 불가능하다.) | 5 tháng 1 năm 2024   |
| Death, người không chết vì phát súng, chế nhạo Yi-jae trong khi thương tiếc cái chết của Ji-soo, người định mệnh sẽ chết trong tay Tae-u trong một vụ tai nạn ô tô. Yi-jae lên kế hoạch giết Tae-u để trả thù cho Ji-soo, nhưng Tử thần cảnh báo anh rằng cô sẽ kết án anh xuống địa ngục nếu anh phạm tội giết người trước khi bắn anh. Yi-jae tái sinh thành Jeong Gyu-cheol, một họa sĩ tài năng và là kẻ giết người hàng loạt, kẻ đã sát hại 15 người và sử dụng máu của họ để tạo ra các tác phẩm nghệ thuật của mình. Khi Tae-u đề nghị mua cho anh một bức tranh mới, Yi-jae coi đó là cơ hội để gần gũi hơn với Tae-u. Anh ta khuất phục Tae-u đến biệt thự và xưởng vẽ nghệ thuật của Gyu-cheol, định giết và chặt xác anh ta bằng phương pháp của Gyu-chul. Tuy nhiên, do khối u não của Gyu-cheol, Yi-jae ngất xỉu và bị trói vào giường bàn, nơi Tae-u cắt đứt tay chân một cách tàn nhẫn trước khi giết anh ta. Tử thần chế nhạo Yi-jae vì đã phải chịu cái chết tàn khốc nhất mà anh từng trải qua cho đến nay, nhưng anh lại bật cười vì sự thật là anh đã bí mật quay phim vụ sát hại Gyu-chul để làm bằng chứng hạ bệ Tae-u. | |                      |
| 6 | "Ký ức (Memory)" Chuyển ngữ: "Gieok" (tiếng Hàn Quốc: 기억) | 5 tháng 1 năm 2024   |
| Ở kiếp thứ chín của Yi-jae, anh nhập vào cơ thể của An Ji-hyeong, một thám tử cảnh sát, giống như cha anh, người luôn khao khát trở thành một cảnh sát vĩ đại. Tuy nhiên, anh ưu tiên mạng sống của mình hơn nhiệm vụ, dẫn đến sự phản đối của đồng nghiệp. Yi-jae, dưới danh nghĩa Ji-hyeong, đã bắt giữ kẻ sát hại Tae-sang và được công chúng khen ngợi. Yi-jae đến dinh thự của Gyu-chul để thu thập bằng chứng về việc Tae-u giết Gyu-chul, cũng như vạch trần tội ác của Gyu-cheol. Yi-jae sau đó tiếp cận Tae-u và hứa sẽ đưa anh ta ra trước công lý, nhưng giám đốc một đài truyền hình đã che đậy sự thật. Tae-u đã ra đầu thú vì đã giết Gyu-cheol và nói dối rằng mình là người sống sót sau kẻ giết người hàng loạt. Sau khi Tae-u được thả do thiếu bằng chứng, Yi-jae đã vạch trần mọi tội ác của Tae-u bằng những bằng chứng anh thu thập được bằng cách sử dụng ký ức quá khứ của mình. Sau đó, anh ta đưa Tae-u lên một chiếc máy bay phát nổ như cách anh ta giết em trai Jin-tae của mình nhưng lại cho anh ta cơ hội sống sót bằng cách sử dụng một chiếc dù. Khi Yi-jae chuẩn bị bóp cổ Tae-u cho đến chết, ký ức của Ji-su đã ngăn anh lại. Yi-jae quyết định tha mạng cho Tae-u, nhưng Tae-u đã cố giết Yi-jae trước khi một chiếc xe tải đâm vào anh.       | |                      |
| 7 | "Cơ hội (Opportunity)" Chuyển ngữ: "Gihwi" (tiếng Hàn Quốc: 기회) | 5 tháng 1 năm 2024   |
| Tae-u bị mất đôi chân và rơi vào tình trạng sống thực vật do một tai nạn. Yi-jae, người muốn trả thù, vạch trần tội ác của Tae-u và bắt giữ những người giúp che đậy tội ác của anh. Yi-jae sau đó sống với cái tên Ji-hyeong trong vài tháng trước khi hy sinh bản thân để cứu một đồng nghiệp. Anh tái sinh thành một người đàn ông vô gia cư và tham dự đám tang của Ji-hyeong, người được nhớ đến như một thám tử anh hùng và biểu tượng của công lý. Yi-jae, người lúc đó không còn hy vọng tiếp tục trải qua vòng luân hồi của cái chết và đầu thai, rơi vào tuyệt vọng trước khi vô tình rơi khỏi cầu thang và chết lần nữa. Sau đó, Yi-jae trở thành một nhân viên văn phòng bình thường, chính là người mà anh đã chứng kiến cái chết bảy năm trước. Sau khi chết, Yi-jae phải đối mặt với Thần chết, người nói với anh rằng anh còn một mạng sống cuối cùng. Yi-jae quyết định kết thúc cuộc đời mình và đi xuống địa ngục, không tìm thấy lý do gì để sống. Sau khi Tử Thần bắn viên đạn cuối cùng, Yi-jae tỉnh dậy và kinh hoàng nhận ra mình tái sinh thành mẹ của mình. | |                      |
| 8 | "Đừng đi tìm cái chết. Cái chết sẽ đến tìm bạn. (Don't Go Looking For Death. Death Will Come Find You.)" Chuyển ngữ: "Jugeum-eul chatji malla. Jugeum-i dangsin-eul chaj-eul geos-ida." (tiếng Hàn Quốc: 죽음을 찾지 말라. 죽음이 당신을 찾을 것이다.)            | 5 tháng 1 năm 2024   |
| Yi-jae trở nên cuồng loạn sau khi nhìn thấy những ký ức của mẹ mình, bao gồm cả sự đau lòng của bà trước cái chết của ông, và nhận ra nỗi đau mà ông đã gây ra cho bà. Anh cũng nhận ra rằng đây chính là điều mà Thần chết đang cố gắng làm cho anh hiểu - rằng tội lỗi của anh đã dẫn đến cái chết sớm, gây đau đớn và thống khổ cho những người thân yêu của anh. Yi-jae biết được sự kiên cường của mẹ anh bất chấp khoảng thời gian khó khăn và sự hối tiếc của bà vì đã không trở thành một người mẹ tốt hơn, khiến anh cảm thấy hối hận sâu sắc hơn về hành động của mình. Yi-jae quyết định đi leo núi trên ngọn núi nơi mẹ và người cha quá cố của anh thường đến khi họ còn nhỏ, và mặc dù một tai nạn đã xảy ra, Yi-jae vẫn sống sót và sống thêm 32 năm trong cơ thể của mẹ mình trước khi chết. cái chết bình yên. Đoàn tụ với Thần chết, Yi-jae muốn có một cơ hội khác để sống lại là chính mình để bù đắp cho những đau khổ mà mẹ anh đã phải chịu đựng. Cảm động vì Yi-jae cuối cùng đã nhận ra tội lỗi của mình, Thần chết đồng ý cho phép anh sống như Yi-jae một lần nữa và tuyên bố rằng hình phạt của anh đã kết thúc. Cảnh phim kết thúc với cảnh Yi-jae đứng trên cùng tòa nhà nơi anh nhảy lầu tự tử và nhận cuộc điện thoại của mẹ mình.                   | |                      |

## Sản xuất
Vai Choi Yi-jae lần đầu tiên được giao cho Kang Ha-neul.
Vào ngày 13 tháng 1 năm 2023, đạo diễn Ha Byung-hoon đã thông báo rằng quá trình sản xuất đang trong giai đoạn casting cuối cùng và việc quay phim sẽ bắt đầu sớm nhất là vào tháng 2 và sẽ kéo dài trong khoảng sáu tháng.
Vào ngày 8 tháng 2 năm 2023,, Seo In-guk và Park So-dam được xác nhận là diễn viên chính của bộ phim. Vào ngày 21 tháng 2, JoyNews24 đưa tin rằng các diễn viên đã tiến hành đọc kịch bản đầy đủ vào ngày 14 và Seo In-guk bắt đầu quay phim vào ngày 20. Bản thân bộ phim truyền hình dài tập này cũng đánh dấu sự trở lại của Park sau khi cô tạm dừng hai năm để hồi phục sau bệnh ung thư tuyến giáp thể nhú.
Vào ngày 31 tháng 5 năm 2023, Dexter Studios thông báo rằng họ sẽ đồng sản xuất VFX của loạt phim với tổng kinh phí là 3.3 tỷ Won.

## Phát hành
TVING xác nhận ngày phát hành Death's Game sẽ là 15 tháng 12 năm 2023.
Vào ngày 18 tháng 11 năm 2023, có thông báo rằng loạt phim này sẽ có sẵn để phát trực tuyến qua Amazon Prime Video ở 240 quốc gia và vùng lãnh thổ ngoại trừ Trung Quốc và Hàn Quốc.
Bộ phim được chia thành hai phần: Phần 1 được phát hành với bốn tập đầu tiên vào ngày 15 tháng 12 năm 2023, trong khi Phần 2 được phát hành với bốn tập còn lại vào ngày 5 tháng 1 năm 2024, lúc 12:00 (KST).

## Phản hồi

### Đánh giá của chuyên gia
Kim Hyun-seung của Cine21 nói rằng "nhiều tác phẩm đề cập đến thế giới bên kia, nhưng thế giới quan được xây dựng bởi [Death's Game] khá mới lạ". Ông cũng trích dẫn rằng "[Death's Game] đang nhận được những đánh giá tích cực về CG, điều hiếm thấy ở Hàn Quốc" và "hơi thất vọng vì tất cả các câu chuyện đều dựa vào hiệu ứng hình ảnh".

### Lượng người xem
Amazon Prime Video đưa tin rằng bộ truyện này đã trở thành chủ đề nóng trên toàn thế giới kể từ khi Phần 1 được phát hành vào ngày 15. Đây là chương trình được xem nhiều nhất ở Indonesia và Thái Lan, đồng thời lọt vào Top 10 tại 43 quốc gia trên thế giới, bao gồm Úc, Brazil, Nhật Bản, Malaysia, Peru, Philippines, Singapore và Đài Loan vào tháng 12 năm 2023.